# Torneio Início da Divisão de Amadores
Torneio Início da Divisão de Amadores do Distrito Federal, também conhecido como Torneio Início da Federação Desportiva de Brasília foi a primeira competição entre clubes no Distrito Federal brasileiro.

## História
Sua primeira edição aconteceu em 24 de maio de 1959 no Estádio Israel Pinheiro. Recebeu o nome de Torneio Início Bernardo Sayão e contou com 19 clubes. Os 19 clubes disputantes realizaram o desfile inaugural, todos devidamente uniformizados, com a presença de autoridades e um numeroso público.
Em 1960 recebe o nome de Taça Governador Roberto Silveira.
Em 1961, no dia 9 de julho de 1961  no Estádio Israel Pinheiro, disputaram Alvorada, Defelê, Grêmio, Guará, Nacional, Planalto, Rabello e Sobradinho. A final entre Nacional de Brasília e Guará foi interrompida na prorrogação pela falta de luz, quando a partida se encontrava 2x2. Um outro jogo foi marcado com vitória do Nacional.
Foi realizada também uma segunda divisão em 1961, chamada de Torneio Início da Segunda Divisão de Amadores.
Em 1964 a competição foi realizada no dia 10 de maio de 1964, tendo todos os jogos disputados no Estádio Aristóteles Góes. A competição recebeu o nome de Taça General Luiz de Toledo, em homenagem ao Presidente de Honra do Central Clube Nacional de Brasília.
Na competição de 1968 participaram Colombo, Cruzeiro, Defelê e Rabello.

## Campeões
| Edição | Ano  | Campeão                         | Vice-campeão               | Terceiro colocado       | Quarto colocado      |
| ------ | ---- | ------------------------------- | -------------------------- | ----------------------- | -------------------- |
| —      | 1959 | Guará (Guará)                   | EBE (Brasília)             |                         |                      |
| —      | 1960 | Rabello (Brasília)              | Planalto (Brasília)        | Edilson Mota (Brasília) | Guanabara (Brasília) |
| —      | 1961 | Nacional de Brasília (Brasília) | Guará (Guará)              |                         |                      |
| —      | 1964 | Nacional de Brasília (Brasília) | Dínamo (Brasília)          |                         |                      |
| —      | 1966 | Grêmio Brasiliense (Brasília)   | Cruzeiro (Cruzeiro)        |                         |                      |
| —      | 1967 |                                 | Cruzeiro do Sul (Cruzeiro) |                         |                      |
| —      | 1968 | Defelê (Brasília)               | Rabello (Brasília)         |                         |                      |

### Segunda Divisão
| Edição | Ano  | Campeão              | Vice-campeão                 | Terceiro colocado | Quarto colocado |
| ------ | ---- | -------------------- | ---------------------------- | ----------------- | --------------- |
| —      | 1961 | Guanabara (Brasília) | Colombo (Núcleo Bandeirante) |                   |                 |